# Kościół Chrystusa Króla w Dolicach
Kościół Chrystusa Króla – rzymskokatolicki kościół parafialny należący do parafii pod tym samym wezwaniem (dekanat Choszczno archidiecezji szczecińsko-kamieńskiej).
Jest to świątynia wzniesiona w 1596 roku. Kościół stanowi bryłę prostokątną, otynkowaną i nakrytą dwupołaciowym dachem. Od strony wschodniej znajduje się szczyt z elementami architektury renesansowej. Od strony zachodniej jest umieszczona czworokątna wieża z wielokątną latarnią i dachem hełmowym z krzyżem. W XIX wieku zostały dostawione do niej klatki schodowe prowadzące na chór i nową zakrystię. Wnętrze nakrywa drewniany strop w formie kolebki z malowanymi scenami i napisami związanymi z Nowym Testamentem. Głównym elementem wystroju kościoła jest barokowy ołtarz z tabernakulum oraz ambona. Interesujące są również: miedziana patena, misa chrzcielna, dwa neogotyckie lichtarze i dwa odlane z brązu dzwony. Świątynia została poświęcona w dniu 27 października 1946 roku.